# Lisa Simpson
Lisa Marie Simpson (spelad av Yeardley Smith) är en av huvudfigurerna i den animerade TV-serien Simpsons.  Lisa är den åttaåriga dottern till Homer och Marge Simpson.

## Karaktär
Lisa är extremt intelligent (IQ 156 eller 159) och mycket duktig i skolan och har varit skolans elevrådsordförande och korridorvakt. Hon är idag medlem i flera organisationer som Mensa. I de flesta episoder går hon i andra klass på Springfield Elementary School med Mrs Hoover som lärare. Hon har alltid fått A i samtliga ämnen på slutbetyget (förutom en gång i uppförande (Betyg: B) av Ms Hoover). Lisa får ofta även det högsta betyget på proven men blir upprörd de få gånger hon inte når upp till den högsta nivån, då hon har höga krav på sig själv.
Lisa har fuskat en gång på ett prov, sedan hon fastnat framför ett tv-spel och glömt att göra läxan. Hon har varit nära att blivit fått underkänt betyg i idrott, innan det visade sig att hon är duktig att spela ishockey. Hennes dröm är att komma vidare till Yale University, vilket hon också kommer att göra. Lisa har ett stort intresseområde, från astronomi till medicin, och hon är mer intresserad av internationella frågor än livet i Springfield. Hon gör ofta uppror mot sociala normer och förstörde en gång sin faders grillfest, en handling som hon senare bad om ursäkt för. Lisa är mycket insatt i miljöfrågor och försöker ofta rädda hotade djurarter och växter. Hon är författare till böckerna "Equalia" och "Unicorns and me".
Hon har flera gånger blivit deprimerad. Ett exempel är när hon övervägde en gång att spela i ett amerikanskt fotbollslag men upptäckte att flera flickor redan spelade i laget och deras fotboll är syntetisk och företaget donerade överskottet till Amnesty International. En annan gång är då en konstnär ritade en karikatyr av henne, och hon blev deprimerad över sitt utseende. Och när hon upptäckte hur framtiden kommer att se ut fick hon börja ta antidepressiva läkemedel. När en gång skolans lärare strejkade blev hon så frusterad då hon inte fick beröm att Marge fick ge henne en lapp med betyget A. Hon har sagt att hon önskar bo i skolan om hon kunde, men blev irriterad då hon blev insnöad i skolan inför jullovet.
Vidare är hon vegetarian och buddhist. Hennes favoriträtt är couscous. Trots sin buddhism accepterar hon de ideal som den kristna kyrkan står för, och besöker den lokala kyrkan och firar julen. Hon faller lätt i beroende och får svårt att sluta, bland annat av tv-spel, korsord, passiv rökning, och att samla knappnålar. Hon har använt sin intelligens till att låta sin far åka buss hemma, men hamnade vilse och fick problem att komma tillbaka. Eftersom hon är åtta år, uppskattar hon många andra saker som andra barn gör. Hon samlar på dockan Malibu Stacy, även om hon inte uppskattar de ideal som Malibu Stacy står för och gjorde en gång en egen docka. Hennes e-postadress uppges vara smartgirl63_\@yahoo.com.
Hon brukar regelbundet kolla på Krusty the Clown, Itchy & Scratchy och The Happy Little Elves. Hon älskar djur och en av hennes drömmar är att äga en ponny, vilket hon även gjort en gång men offrade ponnyn då hon insåg att Homer offrat sig för henne. Hennes idol och kärlek är tonårsidolen Corey. Alla flickor kan prata med honom via en telefonsvarare (som kostar $4,90 per minut), vilket en gång resulterade att Marge och Homer fick en räkning på över 350 dollar.  Hon är en skicklig saxofonist och har som dröm att åka till Frankrike där hon blir berömd, även om hon vet att det aldrig kommer att hända. Lisa spelar helst barytonsaxofon. Hon har även spelat andra instrument och har en bra sångröst och vunnit sångtävlingen "Krusty's Li'l Starmaker Singing Competition". Hennes musikidol är Bleeding Gums Murphy och hennes favoritgenre är jazz. Hennes favoritplatta är "Birth of the Cool" med Miles Davis. Hon blir ofta generad och gillar inte det uppträdande som hennes bror och far utsätter henne för, men skrattar ibland ändå åt skämten och har även skämtat några gånger. Hon leker ofta med sin syster Maggie, men då hon av misstag fick ett högre IQ än hon blev hon avundsjuk på henne. Hon har kommit nära sin bror och far flera gånger, och de gångerna har hon förstått hur de egentligen känner för henne. Hon har flera gånger blivit kär men kärleken har alltid försvunnit. Hon har visat intresse flera gånger för Nelson och de var han som gav henne sin första kyss.
Hon har också varit kär i följande:
- Mr Bergstrom, säsong 2
- Corey, säsong 4
- Red, säsong 6
- Langdon Alger, säsong 7
- Nelson Muntz, säsong 8
- Jesse Grass, säsong 12
- Luke Stetson, säsong 14
- Milhouse van Houten, säsong 16 och 17
- Thelonious från Springfield West Elementary i ett avsnitt
- Colin, The Simpsons: Filmen

## Biografi
Vid sex månaders ålder besökte hon Flanders första gången efter att Bart tryckte in henne genom deras hundlucka. Då hon var ett år lärde hon sig gå, tala och byta sina blöjor. Vid två års ålder började Lisa uppmärksamma att ingen noterade hennes intelligens och pratade engelska på åttonde nivån. Då Lisa var tre år fick hon sin första saxofon av Homer och kunde lösa flera problem och pyssel. När hon var fyra år hade hon en hamster som dog och lärde sig första hjälpen. Hon började på kindergarten då hon var fem år och Milhouse börjar bli intresserad av henne. När hon var sex år skrev hon sin första insändare till The New Yorker och upptäckte flickidolen Corey.

### Framtid
Vid tolv års ålder blir Lisa ihop med Milhouse efter att han räddat henne från en brand som han själv startade. Lisa bär då också tandställning för andra gången. Lisa kommer att avsluta sina gymnasiestudier två år för tidigt på Springfield High School. Mr. Burns ger henne Burnsstipendiet som gör det möjligt för henne att börja studera på Yale University. Innan hon börjar på Yale tar Bart istället hand om stipendiet och hon förbereder sig för Hot Dog on a Stick Manager Camp, men Bart ger tillbaka stipendiet till henne och hon lämnar Milhouse.
På Yale studerar hon miljö och blir kär i Hugh Parkfield och de förlovar sig, hon bryter förlovningen på bröllopsdagen efter att han inte accepterat hennes familj. Lisa blir senare vald till USA:s första kvinnliga president, med vallöftet att hon ska skapa världens största bokbuss. Andra vallöften hon har är att få invånarna att börja läsa och skriva samt att havet ska återfyllas. Hon ärver ett stort budgetunderskott och tvingas göra skatthöjningar och nedskärningar från president Donald Trump. Hon kommer gifta sig med Milhouse Van Houten och tillsammans får de barnet, Zia.

## Citat
- Do we have any food that wasn't brutally slaughtered?
- I'm no theologian. I don't know who or what God is. All I know is he's more powerful than Mom and Dad put together.

## Signalement
Lisa är nästan alltid klädd i en ärmlös röd-orange klänning och ett pärlhalsband; hennes spetsiga hårfrisyr gör att huvudet bildar formen av en sjöstjärna. Hon är barfota och bär ett par röda skor. Hon är blond men har tillfälligt färgat sitt hår till två andra färger: brunt och svart.
. På vintern bär hon ofta en mössa och har finkläder då hon är i kyrkan. Hon har uppgets ha blåa ögon.

### Skapande
Hela familjen Simpson är utformade så att de skulle kännas igen i en siluett. Familjen har grova drag då Matt Groening bara lämnade grundläggande skisser till animatörerna, då han förutsatt att de skulle förbättra dem.
Tillsammans med resten av familjen utformades Lisa av Matt Groening i väntrummet utanför James L. Brooks kontor. Lisa är uppkallad efter Matt Groenings yngre syster. I  The Tracey Ullman Show' beskrevs hon mer som en "kvinnlig Bart".  och hade ingen personlighet.
I vissa tidiga avsnitt hade mindre bakgrundskaraktärer ibland liknande hår. Men i senare säsonger, liknar bara systern Maggie som henne. När Matt Groening designade Lisa tänkte han inte på barnens frisyrer eftersom han ritade i svartvitt. Därför har barnens hår samma färg som kroppen. För att rita Lisas huvud och hår, använde de flesta av seriens animatörer ett "3-3-2 arrangemang". Det börjar rita en cirkel med två böjda linjer som skär i mitten för att ge henne sitt synfält. Den vertikala linjen fortsätter utanför cirkeln för att skapa håret, och två till läggs mot baksidan av huvudet. Tre punkter ritas i den riktning som Lisa befinner i sig, och två till bakom det.
Pete Michels och David Silverman, anser att Lisa är den svåraste Simpsonskaraktären att rita. David Silverman har sagt att hennes huvud ritas i serien abstrakt på grund av hennes frisyr.. Då Lisa ritas i 3D och produkter av henne tillverkas utformas hennes hår så hon har toppar ur alla vinklar.

## Röst

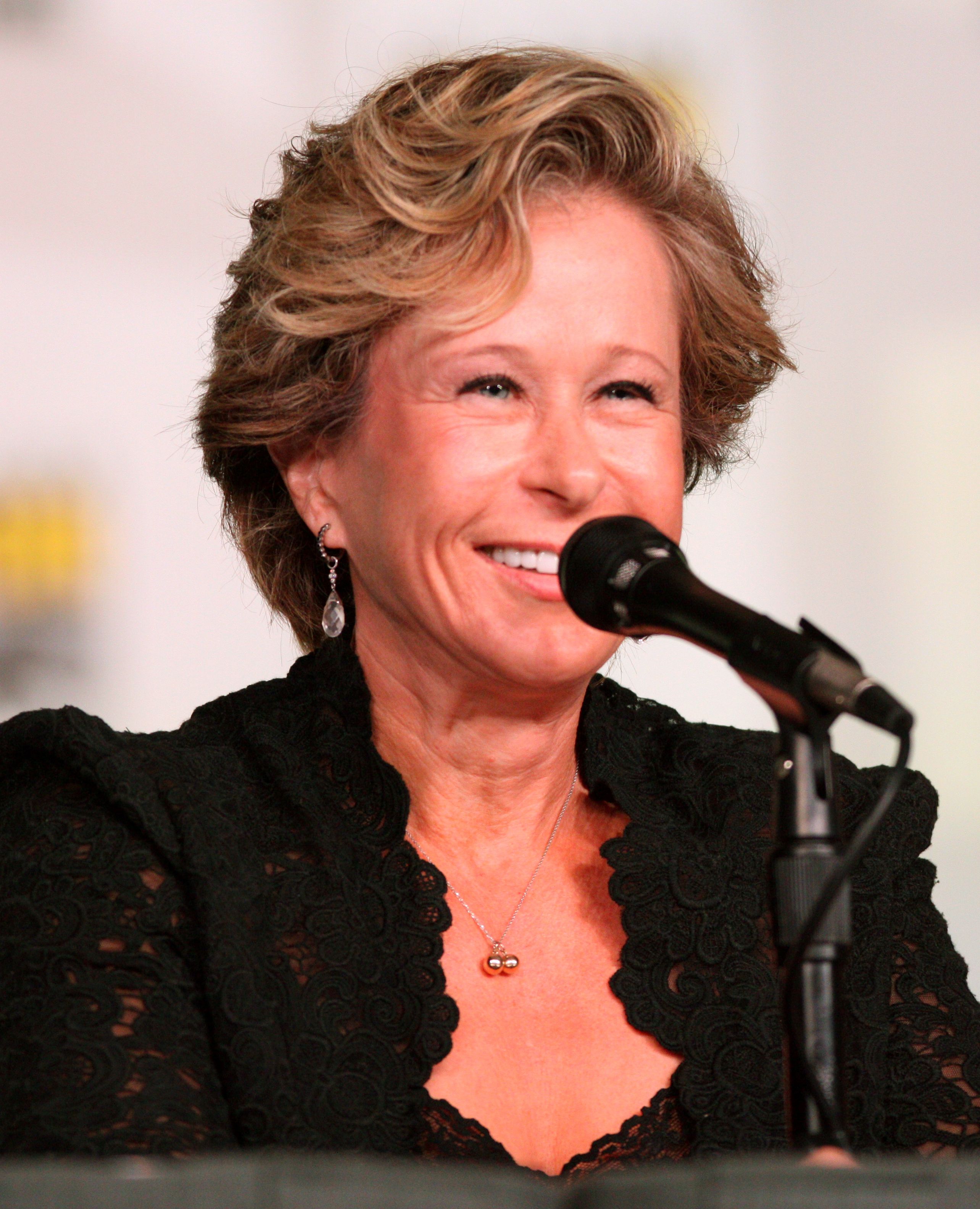
Yeardley Smith läser Lisas röst.

Yeardley Smith ger rösten till Lisa Simpson, vilken är den enda återkommande karaktären hon gör repliker för. Hon ökar tonhöjden på sin röst något för rollen. Yeardley Smith gjorde även ljuden för Maggie Simpson under de första säsongerna innan de togs över av Nancy Cartwright och hon har dessutom vid några enstaka tillfällen gjort röster till olika bakgrundskaraktärer. Nancy Cartwright spelar in visslingar och rapningar åt Lisa.
Rösterna till Homer och Marge Simpson gavs till Dan Castellaneta och Julie Kavner som redan var med i den ordinarie rollbesättningen i The Tracey Ullman Show. Producenterna bestämde att hålla en uttagning för rollerna som Bart och Lisa Simpson. Rollsättare Bonita Pietila kallade in Yeardley Smith till en uttagning för Bart Simpson efter att ha sett henne uppträda i pjäsen Living on Salvation Street. Yeardley Smith var först tveksam till att provspela för en animerad serie, men hennes agent övertygade henne till att försöka.
Då Yeardley Smith provspelade för rollen som Bart Simpson, ansåg Bonita Pietila att hennes röst var för hög. Yeardley Smith fick enbart läsa två rader som Bart Simpson innan de sa, 'Tack för att du kom!'
Bonita Pietila erbjöd henne att prova rollen till Lisa som hon fick istället.
Tillsammans med författarna arbetade hon med att ge Lisa en mer tydlig personlighet då serien utökades till halvtimmesepisoder. Yeardley Smith fick 1992 en Primetime Emmy Award för Outstanding Voice-Over Performance för sitt arbete med Lisa Simpson. Yeardley Smith har även sagt i en intervju: "Om jag kommer att förknippas med en fiktiv karaktär så kommer jag alltid vara glad över att det var Lisa Simpson." Skaparen Matt Groening har beskrivit Yeardley Smith som mycket liknade Lisa: "Yeardley har starka moraliska åsikter om hennes karaktär. Det har funnits repliker som varit skrivna för Lisa som hon vägrat att framföra." Författaren Jay Kogen har berömt hennes resultat, särskilt i avsnittet Lisa's Substitute, som "hon flyttar komedi till något riktigt starkt och allvarlig och dramatisk."
När Simpsons dubbades till svenska under en kort period 1994 dubbades Lisa av Louise Raeder. Serien dubbades även för DVD-utgåvan av The Simpsons: Filmen och där görs Lisas röst av Jenny Wåhlander.